# Tommy Knight
Thomas „Tommy” Lawence Knight (ur. 22 stycznia 1993 w Chatham) – brytyjski aktor. występował w roli Luke’a Smitha w serialu Przygody Sary Jane. Zaczynał na londyńskim West Endzie. Występował także gościnnie w kilku serialach m.in. Na sygnale i Doktor Who.

## Filmografia
- The Impressionists (2006) jako Paul Cézanne Junior
- Doktorzy (2006) jako Kevin Dobson
- The Bill (2006) jako Shaun Perkins
- Runaways (2007) jako Charlie
- Na sygnale (2005-2008) jako Jugg (Matt Turner)
- Przygody Sary Jane (2007-2011) jako Luke Smith
- Myths (2009) jako Parys
- Doktor Who (2008-2010) jako Luke Smith
- The Bill (2010) jako Greg Holbrook
- Wiktoria (2016) jako Brodie